# Маратон (митологија)
Маратон је у грчкој митологији био епонимни херој Маратона у Атици.

## Митологија
Према једном предању, он је Епопејев син, који је напустио Пелопонез због свог насилног оца и отишао у Атику. Након смрти свог оца, дошао је на Пелопонез, али само да подели наследство између његова два сина (Сикион и Коринт) и потом се поново вратио у Атику. Према другом предању, које наводи и Плутарх, он је био Аркађанин, који је учествовао у Тиндарејевом походу на Атику, те сходно пророчанству, посветио је своју смрт тој борби.